# خرس‌دد
خرس‌دد (نام علمی: Arctotherium) نام یک سرده از زیرخانواده کوتاه‌چهرگان است.